# Gabriele Balducci
Gabriele Balducci (Pontedera, 3 novembre 1975) è un dirigente sportivo ed ex ciclista su strada italiano. Professionista dal 1997 al 2008, vinse una tappa al Giro d'Italia 2007.

## Carriera
Dotato di caratteristiche di passista veloce, era competitivo anche nelle volate di gruppo. Passò professionista a 22 anni, nel 1997, con la Refin-Mobilvetta, prima di trasferirsi prima per due anni alla Scrigno di Bruno Reverberi, e poi per uno alla Fassa Bortolo di Giancarlo Ferretti.
A seguire vestì per tre anni la divisa della Tacconi Sport-Vini Caldirola (nel 2003 Vini Caldirola-Saunier Duval) e per uno quella della Saeco. Dal 2005 al 2008 gareggiò infine con l'Acqua & Sapone di Palmiro Masciarelli. Nel 2009, scaduto il contratto che lo legava all'Acqua & Sapone, si ritrovò senza squadra, lasciando quindi l'attività.
In carriera colse 10 vittorie da professionista: fra esse due tappe al Giro del Mediterraneo, due alla Settimana Ciclistica Lombarda, e soprattutto l'undicesima tappa del Giro d'Italia 2007. Tra i piazzamenti ottenuti vanta un secondo posto al Gran Premio Costa degli Etruschi 2001 e un terzo al Grand Prix Pino Cerami 2003. Conseguì inoltre diversi piazzamenti in corse di rilievo come il Regio-Tour e la Tirreno-Adriatico.
Dopo il ritiro dall'attività è divenuto collaboratore del commissario tecnico della Nazionale italiana Paolo Bettini, nonché direttore sportivo di formazioni dilettantistiche, prima del team GS Dynamic/Idea Shoes di Santa Maria a Monte e poi, dal 2013, del team Mastromarco di Lamporecchio.

## Palmarès
- 1996 (dilettanti)

Firenze-Empoli
La Popolarissima
Coppa della Pace
2ª tappa Giro delle Regioni (Fiumicino > Avezzano)
Gran Premio Industrie del Marmo
- 1997 (Refin, una vittoria)

Alassio Cup
- 1998 (Scrigno, una vittoria)

1ª tappa Tirreno-Adriatico (Sorrento > Sorrento)
- 1999 (Navigare, due vittorie)

Giro del Lago Maggiore
1ª tappa Giro di Slovenia (Nova Gorica > Nova Gorica)
- 2001 (Tacconi Sport, una vittoria)

4ª tappa, 1ª semitappa Giro del Mediterraneo (Aigues-Mortes > Béziers)
- 2003 (Vini Caldirola, una vittoria)

4ª tappa Giro di Liguria (Andora > Savona)
- 2006 (Acqua & Sapone, una vittoria)

2ª tappa Settimana Ciclistica Lombarda (Brusaporto > Brusaporto)
- 2007 (Acqua & Sapone, due vittorie)

5ª tappa Tour Méditerranéen (La Crau > La Garde)
11ª tappa Giro d'Italia (Serravalle Scrivia > Pinerolo)
- 2008 (Acqua & Sapone, tre vittorie)

Gran Premio Costa degli Etruschi
1ª tappa Giro della Provincia di Reggio Calabria (Reggio Calabria >  Gioia Tauro)
3ª tappa Settimana Ciclistica Lombarda (Dalmine > Dalmine)

### Altri successi
- 1996 (dilettanti)

Prologo Giro delle Regioni (Narni, cronosquadre)
Classifica punti Giro delle Regioni

## Piazzamenti

### Grandi Giri
- Giro d'Italia

1999: 102º
2003: ritirato (14ª tappa)
2007: ritirato (12ª tappa)

### Classiche monumento
- Milano-Sanremo

1997: 144º
1998: ritirato
1999: 10º
2001: 7º
2003: 102º
2004: 55º
2005: 130º
2006: ritirato
2007: 7º
- Giro delle Fiandre

2000: ritirato
2001: 14º
2002: ritirato
2003: 24º
2004: 112º
- Parigi-Roubaix

1998: ritirato
2000: ritirato
2001: ritirato
2002: ritirato
2003: ritirato
2004: ritirato